# Simpani (Khotang)
Simpani (nep. सिम्पानी) – gaun wikas samiti we wschodniej części Nepalu w strefie Sagarmatha w dystrykcie Khotang. Według nepalskiego spisu powszechnego z 2001 roku liczył on 713 gospodarstw domowych i 3712 mieszkańców (1911 kobiet i 1801 mężczyzn).